# Martín Galván
Martín Luis Galván Romo (Acapulco, Guerrero, 14 de febrero de 1993) es un futbolista mexicano que juega como Mediocampista ofensivo en el Salamanca CF UDS de la Segunda Federación de la Liga Española.

## Trayectoria

### Cruz Azul
El 5 de enero de 2008 debutó en partido oficial del torneo InterLiga como suplente en el 85' ante el Monterrey, convirtiéndose en el jugador profesional más joven en la historia del fútbol mexicano con 14 años y 325 días. El partido terminó con una victoria de 1-0 para el Cruz Azul.
Galván debutó en la liga en noviembre de 2008, ingresando como suplente ante los Indios.

### Cruz Azul Hidalgo
En la temporada 2011-12, Galván pasó al equipo filial del Cruz Azul, Cruz Azul Hidalgo. Hizo cuatro apariciones en la Liga Ascenso MX, anotando dos goles.
Galván se reincorporó cedido a Cruz Azul Hidalgo en enero de 2013.

## Selección nacional

### Sub-17
Galván formó parte de la selección sub-17 de México. En el Campeonato Sub-17 de la Concacaf de 2009 anotó 3 goles en 3 apariciones. Marcó su 4.º gol en un partido contra Nigata y anotó su 5.º gol en un partido contra Japón en el torneo "Internacional de fútbol Nigata 2009". Se perdió la Copa Mundial de Fútbol Sub-17 de 2009 porque fue reprendido por indisciplina.

### Sub-20
Galván disputó 5 partidos con la sub-20 de México, anotando 3 goles.